# Marja Mortensson
Marja Helena Fjellheim Mortensson (5 de març de 1995) més coneguda com a Marja Mortensson és una compositora i cantant de joiks sami de Noruega. Escriu les lletres de les seves cançons en sami meridional o sami d'Ume i la seva música barreja el joik, el jazz i la música clàssica. Sovint s'inspira en la natura i en la cultura i la identitat sami. També ha adaptat joiks tradicionals trobats en arxius, com el de Johan Tirén. Té com a referents musicals els artistes Inga Juuso, Ulla Pirttijärvi, Björk, Daniel Herskedal, i Philip Glass. Ha col·laborat amb diversos músics escandinaus, com Daniel Herskedal, Frode Fjellheim, Hilde Fjerdingøy, o les cantants samis Katarina Barruk i Elina Mikalsen.

## Biografia
Marja Mortensson va créixer a la siida Svahken a Hedmark i Noruega en una família de ramaders de rens i activistes lingüístics i és una de les poques persones qua ha aprés sami meridional tant a casa com a l'escola. Va estudiar música a la Universitat Septentrional de Noruega amb una especialització en el joik. Durant els estudis va participar en el projecte d'investigació i revivificació de la tradició de joik meridional i d'Umeå Russuoh vuölieb que va resultar en la publicació del disc amb el mateix nom el 2015.
El 2016 va formar el grup de música tradicional Moenje amb l'acordionista Hilde Fjerdingøy. Un any més tard va llançar el primer àlbum solo Aarehgïjre en que participaven el seu oncle i professor Frode Fjellheim i el tubista de jazz Daniel Herskedal. El 2018 va publicar, en col·laboració amb Herskedal i Jakop Janssønn, el disc Mojhtestasse - Cultural Heirlooms amb un so més minimalista de només veu, tuba i percussió. Mojhtestasse va ser guardonat amb el Spellemannprisen, un dels premis de musica noruecs més prestigiosos, en la categoria de música tradicional. El 2019 Mortensson va publicar el tercer disc Lååje, aquesta vegada en duo amb Herskedal, qui havia escrit la música de gran part dels temes. Aquest mateix any es va publicar també el primer àlbum del grup Moenje, que va ser finalista pel Spellemannprisen.
Marja Mortensson va participar en el disc Tsïegle, del grup Orrestimmie impulsat per Jakop Janssønn, que es va llençar el 6 de febrer de 2021, dia nacional del poble sami. L'àlbum és una nova banda sonora per a la pel·lícula sami Ofelaš. El 2021 se li va concedir el Premi Áillohaš de música considerat el més important premi de música sami. Va participar en el programa De Neste d'NRK que es va emetre el març de 2021, en que músics joves feien covers de cançons interpretades pels coneguts artistes noruecs Donkeyboy, Ingebjørg Bratland, Lene Marlin, CC Cowboys, Onkel P. i Sondre Lerche. Mortensson en va adaptar algunes al sami meridional, com Mov gieriesvoetine una versió de Make You Feel My Love de Bob Dylan. El mateix any va publicar en col·laboració amb Herskedal, Janssønn i l'Orquestra Radiofònica Noruega el seu quart àlbum personal, Raajoe, que li va valdre un segon premi Spellemannprisen en la categoria de música tradicional.

## Discografia
- 2017 Aarehgïjre - Early Spring
- 2018 Mojhtestasse - Cultural Heirlooms (amb Jakop Janssønn i Daniel Herskedal)
- 2019 Lååje - Dawn (amb Daniel Herskedal i The Trondheim Soloists String Quartet)
- 2021 Raajroe - The Reindeer Caravan (amb Jakop Janssønn, Daniel Herskedal i l'Orquestra Radiofònica Noruega)

### Col·laboracions
- 2015 Russuoh vuölieb àlbum col·lectiu
- 2017 Golbma Jiena (Tres veus), single amb Katarina Barruk i Elina Mikalsen
- 2019 Klarvær, amb el grup Moenje
- 2021 Tsïegle, amb Orrestimmie

## Premis
- 2014 Jove Artista de l'Any al festival Riddu Riđđu[5]
- 2016 Sami Music Awards (categoria de música tradicional)[17]
- 2018 Spellemannprisen (categoria música folk o tradicional) per l'àlbum Mojhtestasse - Cultural Heirlooms
- 2018 NOPA (categoria música) per la cançó Mojhtesh de l'àlbum Mojhtestasse - Cultural Heirlooms[18]
- 2021 Premi Áillohaš de música
- 2021 Spellemannprisen (categoria música folk o tradicional) per l'àlbum Raajoe[16]